# یواس‌اس پیفر (دی‌یی-۵۸۸)
یواس‌اس پیفر (دی‌یی-۵۸۸) (به انگلیسی: USS Peiffer (DE-588)) یک کشتی بود که طول آن ۳۰۶ فوت (۹۳ متر) بود. این کشتی در سال ۱۹۴۴ ساخته شد.